# Vulcaniella kabulensis
Vulcaniella kabulensis is een nachtvlinder uit de familie Cosmopterigidae (prachtmotten). De lengte van de voorvleugel van het mannetje bedraagt ongeveer 4 millimeter; het vrouwtje is niet beschreven. De soort is alleen bekend uit de buurt van de hoofdstad Kabul van Afghanistan.
De soort is beschreven in een special van Zoologische Mededelingen, uitgegeven door Naturalis, die op 1 januari 2008 verscheen ter ere van het 250-jarig bestaan van de zoölogische nomenclatuur. Op 1 januari 1758 verscheen namelijk de tiende editie van Systema naturae van Carl Linnaeus.